# Ушкин (Ушкинський сільський округ)
Ушки́н (каз. Ұшқын) — село у складі Келеського району Туркестанської області Казахстану. Адміністративний центр Ушкинського сільського округу.
До 2002 року село називалося Комсомол.
Населення — 3087 осіб (2021; 2804 у 2009, 2758 у 1999, 2195 у 1989).